# Königsegg
Königsegg era un estado en la parte sudoriental de lo que ahora es Baden-Württemberg, Alemania. Surgió en 1192 como un Señorío y fue elevado a baronía en 1470. Fue dividido en 1622 en Königsegg-Aulendorf y Königsegg-Rothenfels.
En 1629 Königsegg fue elevado a estado imperial y el conde de Königsegg pasó a ser miembro del Colegio de Condes de Suabia en el Reichstag. Con la extinción de la línea masculina en 1663, fue heredado por Königsegg-Aulendorf.
En 1804, Königsegg vendió Rothenfels a Austria. En 1806, Königsegg fue mediatizado por la Rheinbundakte al Reino de Wurtemberg. En la actualidad, los Condes de Königsegg todavía residen en el Castillo de Königseggwald en Suabia y en el Castillo de Halbturn en Austria.

## Geografía
Königsegg recibía su nombre por el Castillo de Königsegg, situado en Königsegg, en la actualidad parte de Guggenhausen. Para 1806, consistía de dos partes aisladas, una en torno a it Königsegg y otra en torno a Aulendorf.
El estado no tenía ciudades; su capital era Aulendorf. Estaba bordeado por el Condado de Scheer, la Comandancia de Mainau de la Orden Teutónica, la Abadía de Weingarten, Fürstenberg, la Abadía de Schussenried, el Condado de Waldburg y Austria.
En 1806, Königsegg tenía una superficie de uno 160 km² y una población de unos 3000 habitantes.

## Señores de Königsegg (1192-1470)

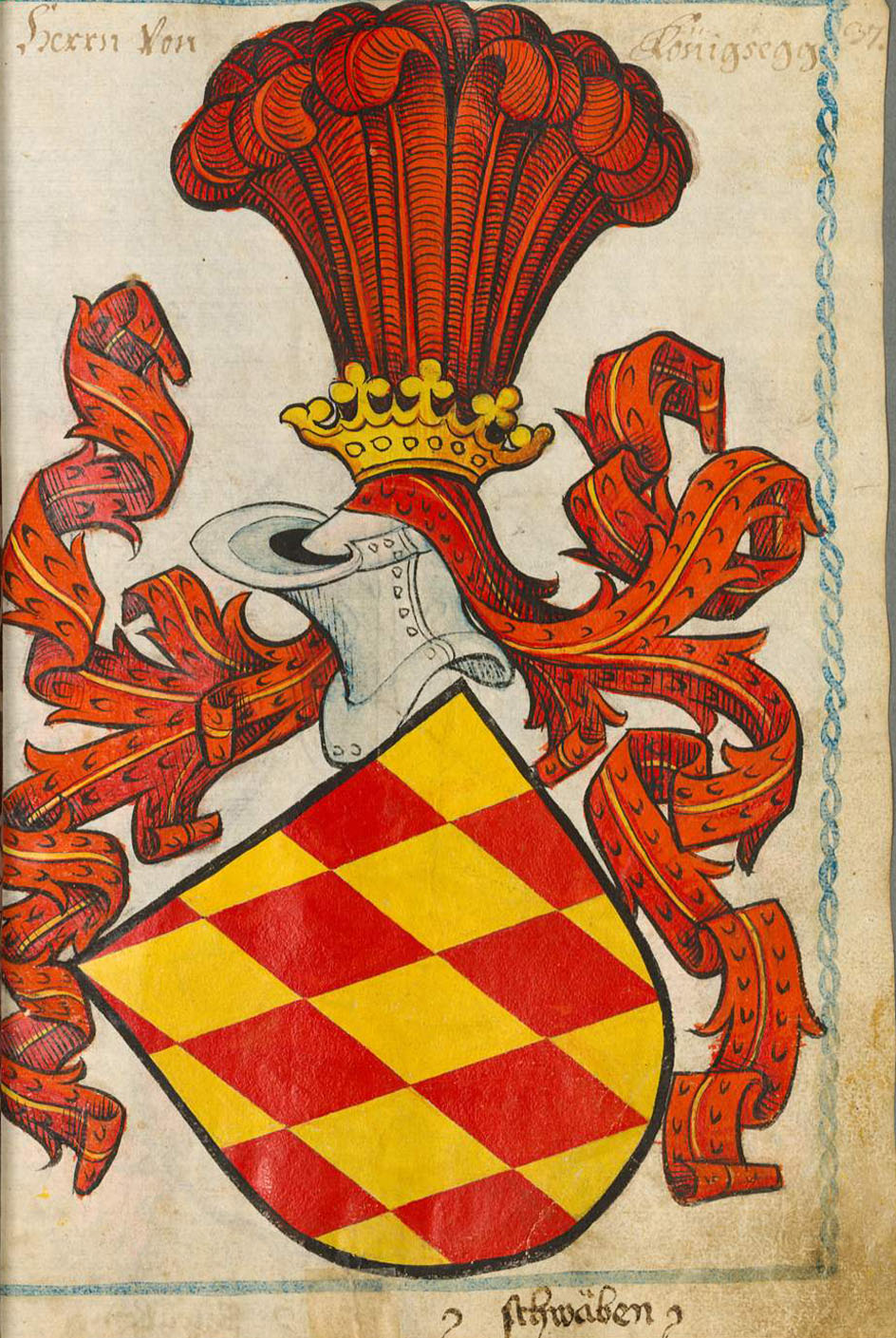
Escudo de armas de Königsegg, Scheibler Wappenbuch, 1450-80.

- Bertoldo I de Fronhofen (1192-1209)
- Everardo I (1209-1228)
- Desconocido
- Everardo II (1239-1268) con...
  - Bertoldo II (1239-1251)
- Everardo III (? - 1296)
- Ulrico I (? - 1300)
- Juan I (1300 - ?)
- Ulrico II (? - 1375) con...
  - Enrique con...
  - Bertoldo III (? - 1370) con...
  - Ulrico III
- Ulrico IV (? - 1444)
- Juan II
- Juan III
- Marquard (? - 1470)

## Barones de Königsegg (1470-1663)
- Marquard (1470-1500)
- Juan IV (1500-1544)
- Juan Marquard (1544-1553) con...
  - Juan Jaime (1544-1567)
- Marquard IV (1567-1626) con...
  - Jorge II (1567-1622)
- Juan Guillermo (1626-1663)

## Galería

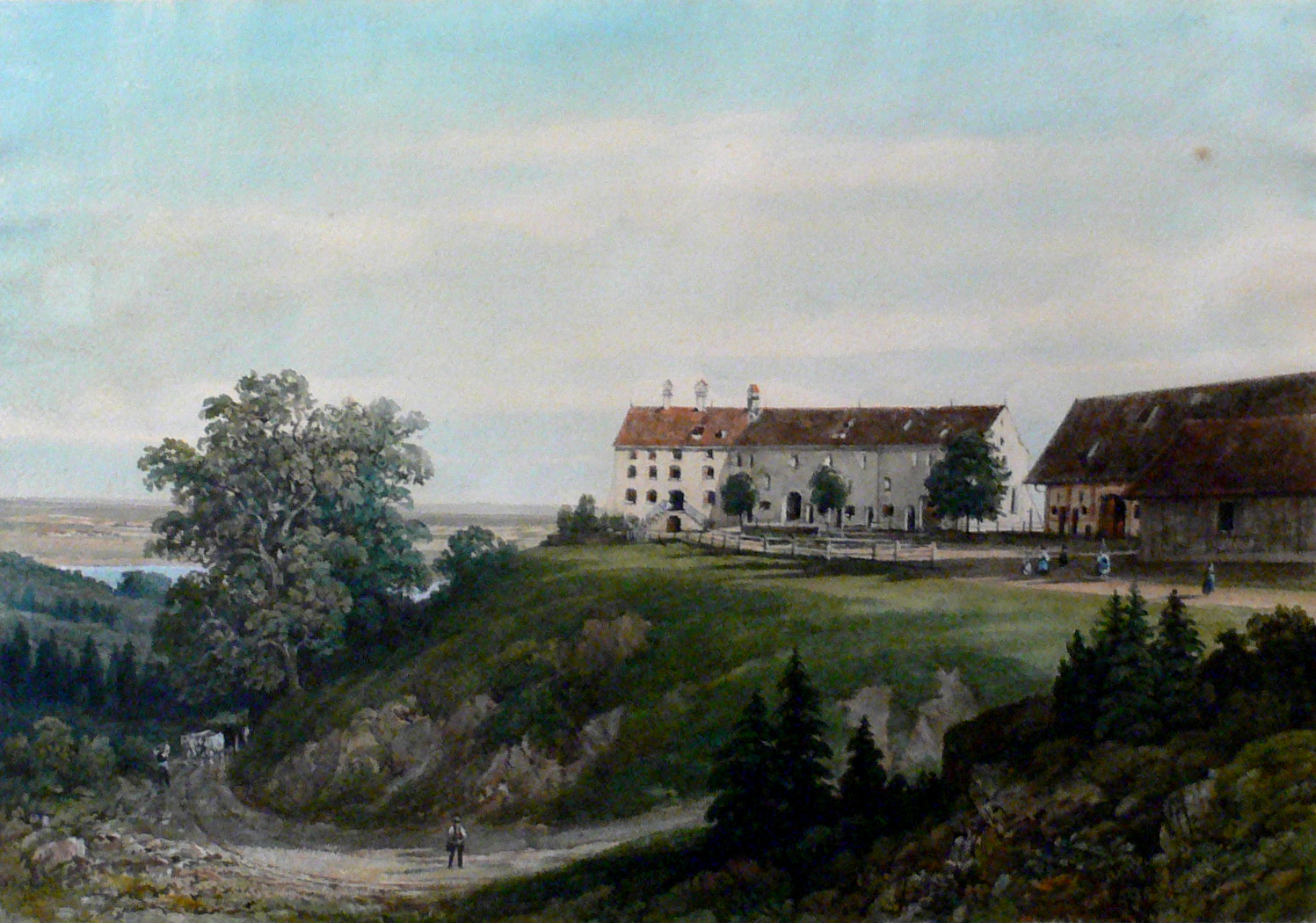
Castillo de Königsegg, cercanías de Guggenhausen
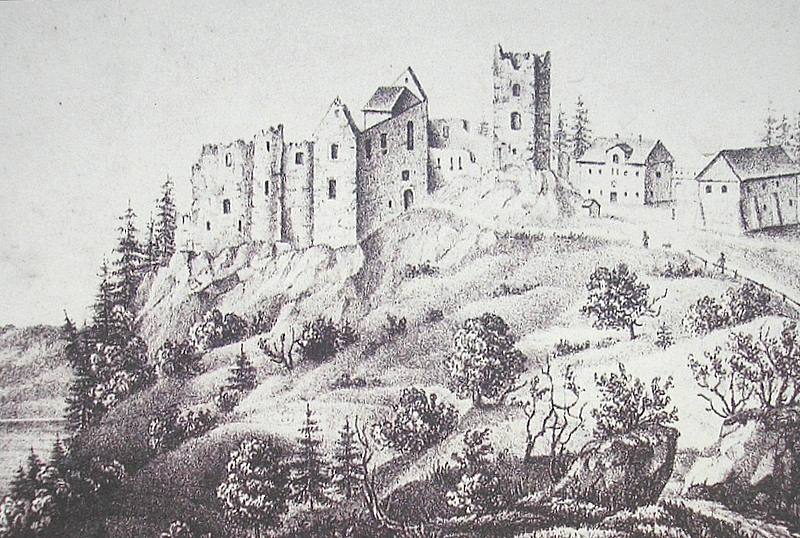
Castillo de Rothenfels, cercanías de Immenstadt
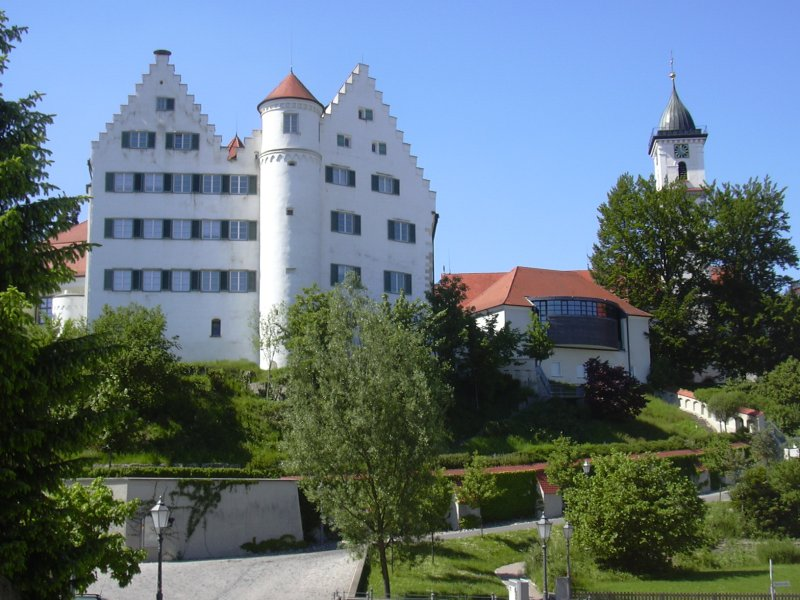
Castillo de Aulendorf
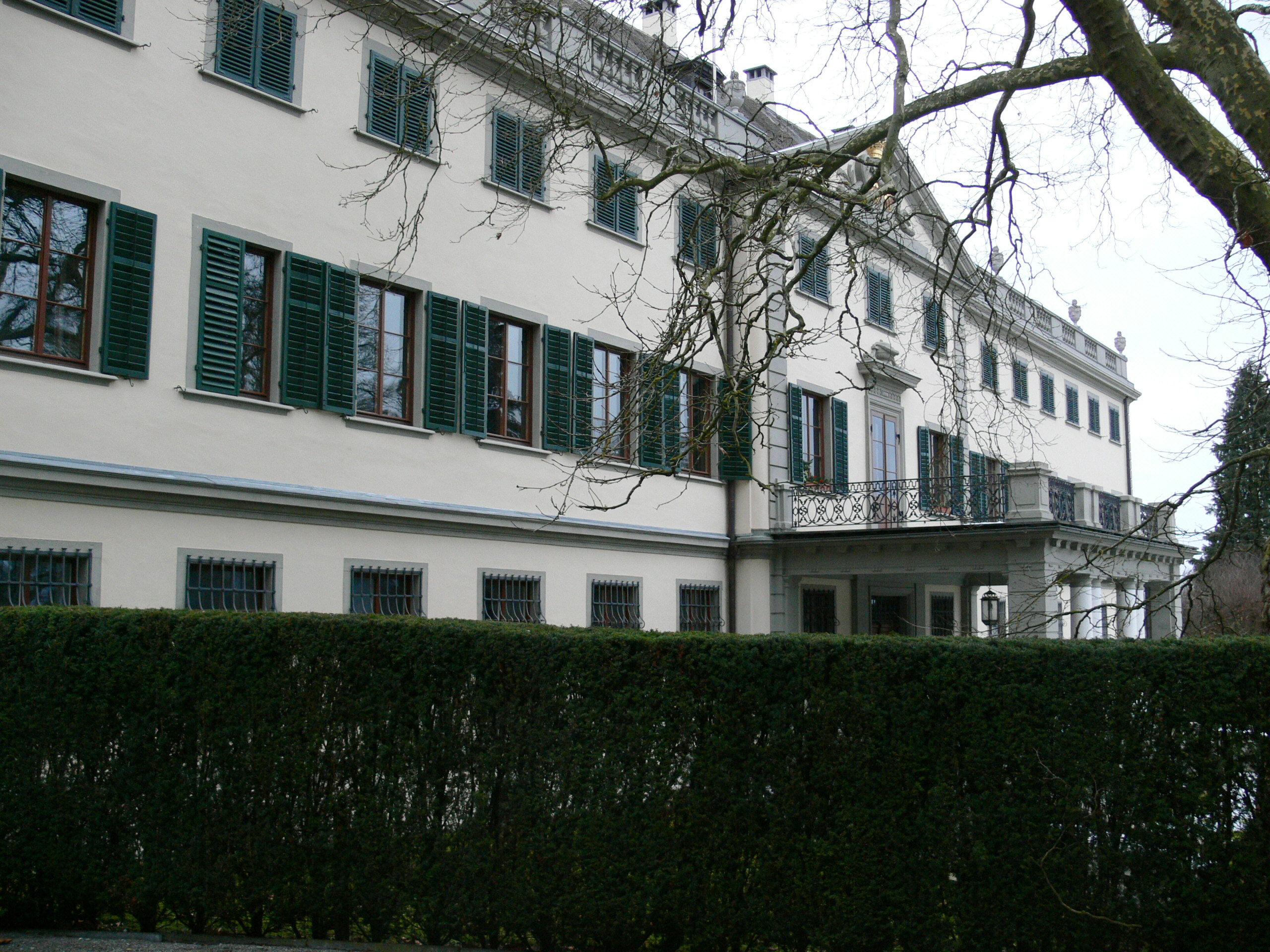
Castillo de Königseggwald
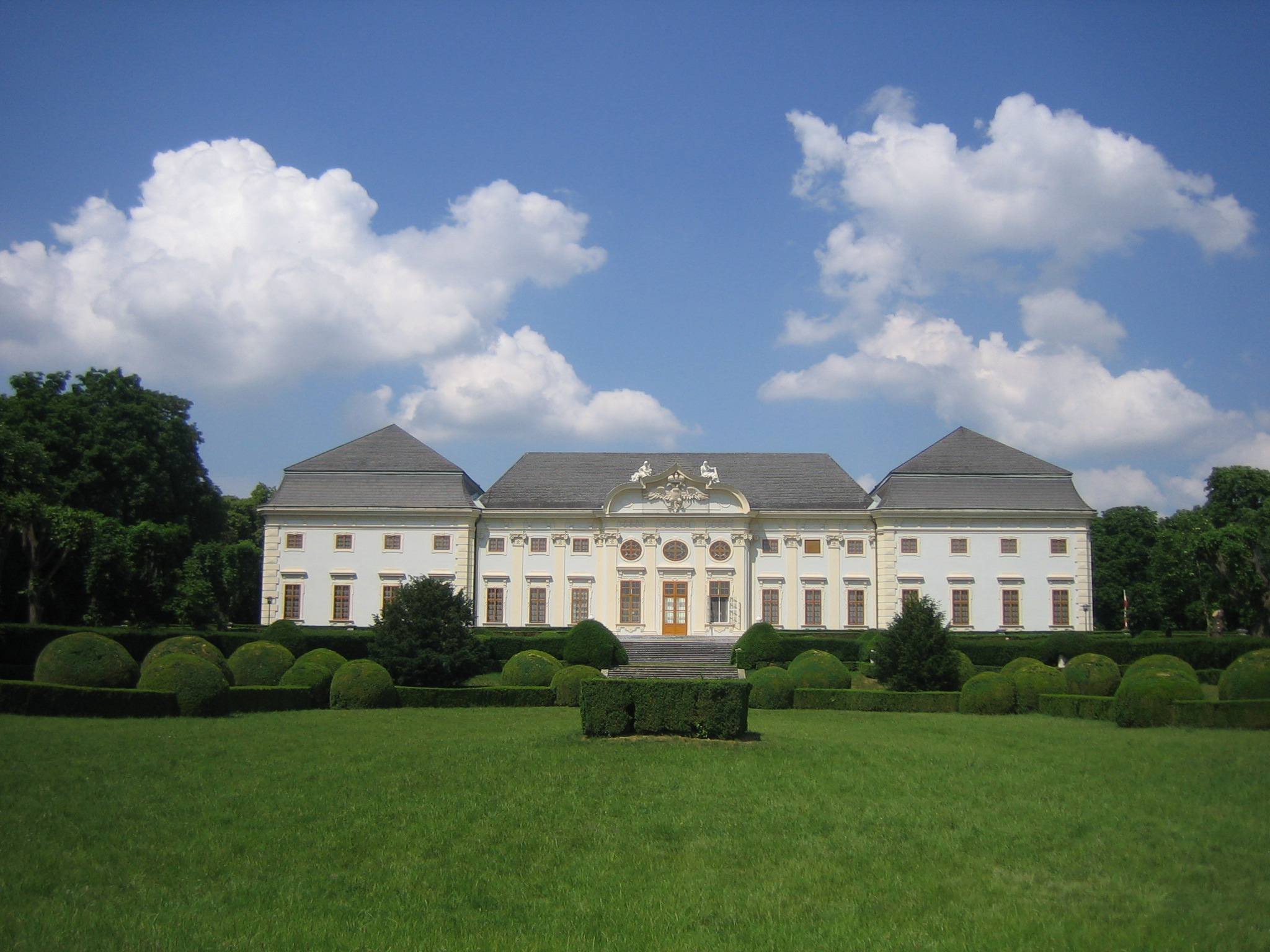
Castillo de Halbturn, Austria